# ایزومی شیکیبو

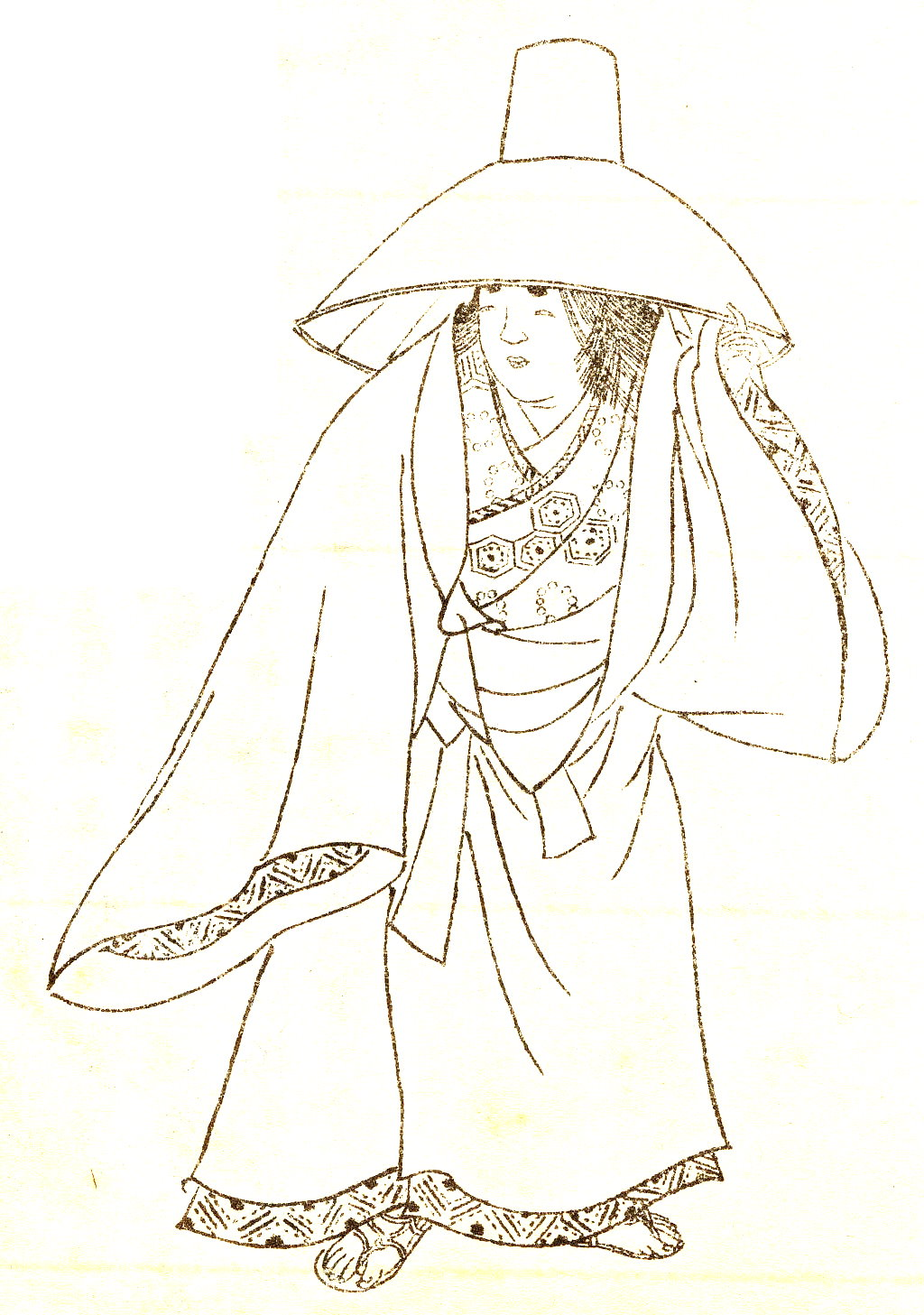
نقاشی از ایزومی شیکیبو

ایزومی شیکیبو (به ژاپنی: 和泉式部، Izumi Shikibu) (تولد ۹۶۷؟ یا ۹۷۴؟) شاعر ژاپنی اواسط دوره هیان بود.

## زندگی
او دختر اوئه نو ماسامونه (大江雅致) و تایرا نو یاسوهیرا (平保衡) بود. هنگامی که حدوداً ۲۰ سال داشت، با تاچیبانا نو میچیسادا (橘道貞) که ۱۷ سال بزرگتر از او بود، ازدواج کرد. به دلیل روابط ایزومی، میچیسادا مدتی بعد او را طلاق داد. در سال ۹۹۹ میچیسادا به عنوان حکمران ایزومی انتخاب شد. ایزومی پس از مدتی به پایتخت بازگشت.

## آثار
از آثار باقی‌مانده از وی می‌توان به خاطرات او Izumi Shikibu Nikki و همچنین دو مجموعه شعر به نام‌های Izumi Shikibu kashū: seishū و Izumi Shikibu kashū: zokushū که در مجموع شامل ۱۵۴۹ اثر است، نام برد.